# Tomás Mac Giolla
Tomás Mac Giolla (Nenagh, 25 januari 1924 - Dublin, 4 februari 2010) was een Ierse politicus.
Mac Giolla werd geboren als Thomas Gill. Zijn oom Thomas Patrick Gill was lid van de door Charles Stewart Parnell opgerichte Irish Parliamentary Party. Thomas Gill volgde middelbaar onderwijs aan het St. Flannan's College in Ennis, waar hij zijn naam een Ierse vorm gaf. Hij won een studiebeurs voor het University College Dublin, waar hij een Bachelor of Arts haalde en afstudeerde in de handel. In 1947 kreeg hij een baan als accountant bij de Electricity Supply Board. Vanaf 1977 wijdde hij zijn hele leven aan de politiek.
In 1962 werd hij voorzitter van Sinn Féin, waar hij omstreeks 1950 lid van was geworden. Hij hielp deze partij gedurende de rest van de jaren 60 een linkse koers te varen. Ook werd Mac Giolla omstreeks 1950 lid van de IRA. Tijdens de Border Campaign van 1956 tot 1962 werd hij door de Ierse regering gevangengezet.
In 1969 viel Sinn Féin uiteen, maar Mac Giolla bleef leider van de officiële Sinn Féin. In 1977 veranderde de naam van deze partij in Sinn Féin the Workers Party en in 1982 in Workers' Party. In datzelfde jaar werd Mac Giolla verkozen tot Teachta Dála in de Dáil Éireann. In 1988 trad hij af als partijleider. In 1979 werd Mac Giolla verkozen in de Dublin Corporation (gemeenteraad van Dublin), waarna hij in 1985 en 1991 opnieuw werd verkozen. In 1993 en 1994 was hij Lord Mayor (burgemeester) van Dublin.